# Dorycnium
Genre
Classification phylogénétique
Dorycnium est un genre de plantes à fleurs de la famille des Fabacées. Il est composé de quelques plantes herbacées, dont le nom est parfois francisé en dorycnie.

## Description
Les fleurs ont une corolle papilionacée (un étendard, deux ailes et une carène). Les tiges sont ligneuses à la base. Les feuilles sont composées de trois folioles auxquelles s'ajoutent deux stipules identiques aux folioles. Les fleurs, qui ne sont jamais entièrement épanouies, ont des couleurs allant du blanc au rose pâle et au bleuâtre, parfois avec une carène noirâtre (elles ne sont jamais jaunes, contrairement au genre voisin Lotus). Le fruit est une gousse plus longue que le calice, dont le tube n'est pas renflé.
Ce genre regroupe les anciens genres Bonjeania (carène sans bec pourpre noirâtre, ailes rapprochées mais non soudées) et Dorycnium (carène à court bec, bleutée ou bleu noirâtre, ailes soudées).

## Principales espèces (France)
- Dorycnium germanicum (Gremli) Rickli
- Dorycnium herbaceum Vill.
- Dorycnium hirsutum (L.) Ser.
- Dorycnium pentaphyllum Scop.
- Dorycnium rectum (L.) Ser.